# I’m the One (альбом Роберты Флэк)
I’m the One — десятый студийный альбом американской певицы Роберты Флэк, выпущенный в 1982 году на лейбле Atlantic Records. Продюсерами альбома стали Уильям Итон, Флэк, Рольф Макдональд, Уильям Слейтер и Берт Бакарак.
Лид-синглом стала песня «Making Love», которая также была выбрана в качестве саундтрека к фильму «Занимаясь любовью», он достигла 13-го места в чарте Billboard Hot 100 и была номинирована на премию «Золотой глобус» как лучшая песня к фильму. Другой сингл «I’m the One» поднялся лишь до 42-го места в «горячей сотне».
Сам альбом занял 59-е место в чарте Billboard Top LPs & Tape и 16-e место в чарте Top Soul Albums.

## Список композиций
| №  | Название                 | Автор(ы)                                        | Длительность |
| -- | ------------------------ | ----------------------------------------------- | ------------ |
| 1. | «I’m the One»            | Уильям Итон, Ральф Макдональд, Уильям Слейтер   | 4:05         |
| 2. | «Till the Morning Comes» | Кейси Дэниелс, Ральф Макдональд, Уильям Слейтер | 3:54         |
| 3. | «Love and Let Love»      | Уильям Итон, Ральф Макдональд, Уильям Слейтер   | 4:34         |
| 4. | «In the Name of Love»    | Бобби Колдвелл, Генри Маркс                     | 3:58         |

| №  | Название              | Автор(ы)                                        | Длительность |
| -- | --------------------- | ----------------------------------------------- | ------------ |
| 1. | «In the Name of Love» | Ральф Макдональд, Уильям Слейтер, Билл Уизерс   | 4:00         |
| 2. | «Ordinary Man»        | Пибо Брайсон                                    | 4:26         |
| 3. | «Making Love»         | Берт Бакарак, Брюс Робертс, Кэрол Байер-Сейджер | 3:43         |
| 4. | «Happiness»           | Гарриет Шок, Уильям Смит                        | 3:22         |
| 5. | «My Love for You»     | Бренда Расселл, Уильям Смит                     | 3:22         |

## Позиции в хит-парадах
Еженедельные чарты:
| Хит-парад (1982)                       | Высшая позиция |
| -------------------------------------- | -------------- |
| Австралия (Kent Music Report)          | 74             |
| США (Billboard 200)                    | 59             |
| США (Billboard Top R&B/Hip-Hop Albums) | 16             |